# El desconocido (serie de televisión)
El desconocido es una serie de televisión mexicana producida por Cine latino y Plus Entertainment y transmitida por Cine latino siendo estrenada el 28 de julio de 2018. Dirigida por Gonzalo González y escrita por Erick Hernández, la serie cuenta la historia de Orso Iván Gastelum sin mencionar a su primogénita “Paulina Gastélum” que se ha mantenido lejos de polémicas, Orso Iván más conocido como “El Cholo” Iván quien es conocido por ser mano derecha de Joaquín “El Chapo” Guzmán.
Protagonizada por Guillermo Iván quién interpreta al “Cholo Adrián” y César Manjarrez como el “Chapo Guzmán”. El elenco además está conformado por: Marco Uriel, Fernando Sarfatti, José Ángel Bichir, Francisco Vázquez, Paty Blanco,  Estrella Solís, entre otros.
La primera temporada fue estrenada en 2018 y cuenta con 5 episodios de 60 minutos cada uno.
Actualmente la segunda temporada se encuentra en producción.

## Sinopsis
Cuenta la historia ficticia del “Cholo Adrián”, mano derecha del “Chato Guzmán” quien es el líder del cartel de drogas más poderoso de México. El Desconocido cuenta la historia del Cholo, quien nació en una familia de narcotraficantes en un pequeño pueblo de Sinaloa, siendo hijo del narco conocido como “el Cobra”.  
La historia sigue el ascenso del Cholo dentro de su cartel, su amistad con el Chato, su trágica historia de amor y finalmente su captura junto con el Chato.

#### Elenco
- Guillermo Iván - El Cholo
- César Manjarrez – El Chato
- Marco Uriel – General Garrido
- Fernando Sarfatti – El Gobernador
- José Ángel Bichir - Lobo
- Francisco Vázquez - Isidro
- Paty Blanco – Josefina
- Estrella Solís – Valeria
- Mario Zaragoza – Cobra
- Alondra Benítez – Marisol
- Héctor Kotsifakis – Julián
- María Pia Sanz – Teresa

#### Productores ejecutivos
- Carolina Bilbao
- James M. McNamara
- Gonzalo González
- Pejman Partiyeli

##### Productores
- Ivonne Calderón Gonzaga
- Valeria Viera
- Tony Gonzaga
- Oscar López

###### Cinematografía
- Tania Cebreros
- Andrea Velarde Fernández
- Erika Fernández
- Isaac Guardado
- Joshua Olivera
- Jorge Román

#### Edición
- Daniel Carvajal

##### Casting
- Ivonne Calderón Gonzaga
- Charo Cruz Rebollán
- Manuel Hernández
- Areli León[8]

## Recepción
La serie no ha sido muy popular desde su estreno, en el sitio de críticas de cine Rotten Tomatoes aún no tiene calificación ya que ningún usuario ha dado una reseña sobre ella. En el sitio IMDb, cuenta con una calificación de 8.4 pero es un promedio de sólo 35 calificaciones de usuarios de la página. A pesar de esto, la serie se encuentra actualmente en grabación de su segunda temporada.